# Batalla del Fossat
La batalla del Fossat o batalla de la Rasa (àrab: غزوة الخندق, ḡazwat al-Ḫandaq) coneguda també com a batalla d'Ahzab o batalla dels Confederats (àrab: غزوة الاحزاب, ḡazwat al-Aḥzāb) i com a setge de Medina, fou una sèrie d'enfrontaments durant el setge de Yathrib (Medina) per tribus àrabs (de la Meca) i jueves.

## Antecedents
Per escapar de la persecució dels ciutadans de la Meca, Mahoma i molts dels seus seguidors musulmans van emigrar de la Meca a la veïna ciutat de Medina el 622, que es trobava en un oasi en la principal ruta comercial de la Meca, i les tensions entre les dues viles van créixer, fins que l'any 623 quan els musulmans van iniciar una sèrie d'atacs a les caravanes dels Quraix.
La batalla de Badr, l'any 624 fou la primera batalla entre mequesos i medinesos, en la que una petita força musulmana en va derrotar una de molt superior de mesquesos, i el 625 els musulmans de nou derrotaren els mecans en la batalla de l'Úhud.

## Batalla
La força dels exèrcits atacants confederats, formats per homes de la Meca, beduïns i abissinis, era d'uns deu mil homes (600 a cavall o camell) encapçalats per Abu-Sufyan ibn Harb i els defensors medinesos eren uns tres mil. La batalla es va iniciar el 31 de març del 627.
Els defensors eren principalment els musulmans dirigits pel profeta Mahoma; encara que poc nombrosos, sense temps ni recursos per construir una nova muralla, i aconsellats per un seguidor persa van cavar un fossat o rasa que combinada amb les fortificacions ja existents a Medina feia poc útil la cavalleria dels confederats, i va estancar la situació. Els confederats van intentar aconseguir que els seus aliats Banu Quraydha ataquessin Medina pel sud, però Mahoma per mitjans diplomàtics va fer fracassar les negociacions; els defensors ben organitzats van trencar la moral dels atacants i junt amb les condicions atmosfèriques van fer acabar el setge en fracàs. Els musulmans van tenir molt poques baixes.

## Conseqüències
Després de la retirada dels confederats, la veïna tribu dels Banu Quraydha, considerada traïdora pels musulmans, fou assetjada pels musulmans i es va haver de rendir sense condicions, amb la mort d'entre 600 a 900 jueus. i la captura d'un enorme arsenal. La derrota va fer perdre als de la Meca el seu comerç i molt del seu prestigi, i nombrosos no-musulmans es van seguir convertint a l'islam.